# NGC 1363
NGC 1363 је спирална галаксија у сазвежђу Еридан која се налази на NGC листи објеката дубоког неба.
Деклинација објекта је - 9° 50' 32" а ректасцензија 3h 34m 49,5s. Привидна величина (магнитуда) објекта NGC 1363 износи 13,1 а фотографска магнитуда 13,9. NGC 1363 је још познат и под ознакама IRAS 03324-1000, PGC 13245.